# Tyche (planetă ipotetică)

Reprezentare artistică a Norului lui Oort

Tyche este numele dat unei ipotetice gigantice planete cu gaz localizată în Norul lui Oort din Sistemul Solar. Existența acestei planete a fost pentru prima oară speculată în 1999 de către astronomul John Matese de la University of Louisiana at Lafayette. 
Daniel Whitmire și John Matese presupun că orbita planetei Tyche se găsește la 15 mii UA de Soare și s-ar roti în jurul acestuia în aproximativ 1,8 milioane de ani.